# Собачкин, Вадим Николаевич
Вади́м Никола́евич Соба́чкин (род. 4 сентября 1985 года, Кирово-Чепецк, Кировская область, РСФСР, СССР) — российский хоккеист, игравший в клубе высшей лиги чемпионата Белоруссии «Витебск».

## Биография
Воспитанник хоккейной школы кирово-чепецкой «Олимпии». Дебютировал в 2001 году во втором составе нижегородского «Торпедо», представлявшем клуб в российской первой лиге. В сезоне 2003/2004 перешёл в клуб «Саров».
В 2004 году уехал в Белоруссию, где принял участие в розыгрыше Кубка и чемпионата (2004/2005) страны в составе клуба «Витебск». Завершил карьеру, вернувшись в Кирово-Чепецк, в клубе «Олимпия».